# Edwin Land
Edwin Herbert Land (Bridgeport, 7 de maio de 1909 — Cambridge, 1 de março de 1991) foi um físico, industrial e inventor estadunidense.
Foi eleito membro da Academia de Artes e Ciências dos Estados Unidos em 1946.

## Polaroid
Em 1932, ele fundou os Laboratórios Land-Wheelwright junto com seu instrutor de física de Harvard, George Wheelwright, para comercializar sua tecnologia de polarização. Wheelwright vinha de uma família de meios financeiros e concordou em financiar a empresa. Depois de alguns sucessos iniciais no desenvolvimento de filtros polarizadores para óculos de sol e filtros fotográficos, Land obteve financiamento de uma série de investidores de Wall Street para expansão futura. A empresa foi renomeada como Polaroid Corporation.
Land desenvolveu e produziu ainda mais os polarizadores de folha sob a marca registrada Polaroid. Embora a principal aplicação inicial fosse para óculos de sol e trabalhos científicos, ele rapidamente encontrou muitas aplicações adicionais: para animação colorida na jukebox Wurlitzer 850 Peacock de 1942, para óculos em filmes estereoscópicos coloridos (3-D), para controlar o brilho da luz através de uma janela, um componente necessário de todos os LCDs e muito mais. Durante a Segunda Guerra Mundial, ele trabalhou em tarefas militares, que incluíam o desenvolvimento de óculos de adaptação ao escuro, localizadores de alvos, as primeiras bombas inteligentes guiadas passivamente e um sistema especial de visualização estereoscópica chamado Vectografo que revelou posições inimigas camufladas em fotografias aéreas.
Pouco mais de três anos depois, em 21 de fevereiro de 1947, Land demonstrou uma câmera instantânea e um filme associado à Optical Society of America.  Chamada de Land Camera, ela estava à venda comercial menos de dois anos depois. A Polaroid fabricou originalmente sessenta unidades desta primeira câmera. Cinquenta e sete foram colocados à venda na loja de departamentos Jordan Marsh em Boston antes do feriado de Natal de 1948. Os profissionais de marketing da Polaroid calcularam incorretamente que a câmera e o filme permaneceriam em estoque por tempo suficiente para fabricar uma segunda tiragem com base na demanda do cliente. Todas as cinquenta e sete câmeras e todo o filme foram vendidos no primeiro dia de demonstrações.
Durante seu tempo na Polaroid, Land era famoso por suas sessões de pesquisa de maratona. Quando Land concebia uma ideia, ele experimentava e fazia brainstorming até que o problema fosse resolvido sem interrupções de qualquer tipo. Ele precisava receber comida e ser lembrado de comer. Certa vez, ele usou as mesmas roupas por dezoito dias consecutivos enquanto resolvia problemas com a produção comercial de filme polarizador. À medida que a empresa Polaroid crescia, Land tinha equipes de assistentes trabalhando em turnos ao seu lado. À medida que uma equipe se desgastava, a próxima equipe era trazida para continuar o trabalho.
Elkan Blout, um colega próximo de Edwin Land na Polaroid, escreveu: "Como era Land? Conhecê-lo foi uma experiência única. Ele foi um verdadeiro visionário; viu as coisas de maneira diferente das outras pessoas, e foi o que o levou à ideia de fotografia instantânea. Ele era um homem brilhante e motivado, que não se poupava a si mesmo e que gostava de trabalhar com pessoas igualmente motivadas".

## Contribuições para a inteligência fotográfica
Começando nos primeiros anos da Guerra Fria, Land desempenhou um papel importante no desenvolvimento de reconhecimento fotográfico e esforços de coleta de inteligência. Os projetos incluíram as câmeras transportadas por balão Genetrix, o programa U-2, os satélites fotográficos Corona e Samos e o Laboratório de Orbita Tripulada. Ele era um conselheiro frequente do presidente Dwight D. Eisenhower em questões de reconhecimento fotográfico.

## Anos posteriores
Na década de 1950, Edwin Land e sua equipe ajudaram a projetar a ótica do revolucionário avião espião Lockheed U-2. Também nesta década, Land descobriu pela primeira vez um sistema de duas cores para projetar todo o espectro de matizes com apenas duas cores de luz projetada (mais tarde ele descobriu mais especificamente que se poderia obter o mesmo efeito usando bandas muito estreitas de 579 nm e 599 nm claro).  Parte deste trabalho foi posteriormente incorporado em sua teoria Retinex da visão de cores.
Em 1957, a Universidade de Harvard concedeu-lhe um doutorado honorário, e Edwin H. Land Blvd., uma rua em Cambridge, Massachusetts, foi mais tarde nomeada em sua memória. A rua fica em uma das pontas da Memorial Drive, em Cambridge, onde ficava o prédio da sede da Polaroid (mais de um quilômetro e meio a oeste na Memorial Drive da Land Blvd.). A Polaroid ocupou vários edifícios em vários locais de Cambridge.
No início dos anos 1970, Land tentou explicar o fenômeno anteriormente conhecido da constância de cores com sua teoria do retinex. Suas populares demonstrações de constância de cores despertaram muito interesse pelo conceito. Ele considerou sua liderança no desenvolvimento de fotografia colorida instantânea integral - o filme SX-70 e a câmera - como sua maior conquista.
Embora liderasse a Polaroid Corporation como executivo-chefe, Land era antes de tudo um cientista e, como tal, fazia questão de realizar "um experimento a cada dia". Apesar de ele não ter nenhum diploma formal, funcionários, amigos e a imprensa respeitaram suas realizações científicas chamando-o de Dr. Land. A única exceção foi o Wall Street Journal, que se recusou a usar esse título honorífico durante toda a sua vida.
Land muitas vezes tomava decisões técnicas e administrativas com base no que considerava certo como cientista e humanista, para desgosto de Wall Street e de seus investidores. Desde o início de sua carreira profissional, ele contratou mulheres e as treinou para serem cientistas pesquisadores. Após o assassinato de Martin Luther King Jr. em 1968, ele liderou a Polaroid na vanguarda do movimento de ação afirmativa.
Ele tinha uma visão artística. Em seu laboratório, ele construiu câmeras de estúdio gigantes do tamanho de armários de quarto que produziam impressões de grande formato (20 x 24 polegadas). Ele deu aos fotógrafos acesso gratuito a essas câmeras em troca de algumas das impressões que eles produziram.  Esta prática foi continuada pela empresa; o resultado foi a coleção Polaroid. Compilada desde os anos 1970, a coleção cresceu para entre 16 000 e 24 000 fotos tiradas por alguns dos maiores artistas e fotógrafos do mundo, incluindo Ansel Adams, Chuck Close, Robert Frank e Andy Warhol. A coleção, um ativo da Polaroid Corporation, permaneceu intacta até 2010 quando, em circunstâncias polêmicas, foi desmembrada e colocada à venda em lotes.
Apesar do tremendo sucesso de suas câmaras instantâneas, o fracassado sistema de filme instantâneo Polavision de Land foi um desastre financeiro, e ele renunciou ao cargo de presidente da Polaroid em 27 de julho de 1982.
Nos anos de aposentadoria, Land fundou o Rowland Institute for Science.